# كلية الطب في جامعة بلغراد
كلية الطب في جامعة بلغراد (بالإنجليزية: University of Belgrade Faculty of Medicine)‏ هي كلية طب، وكلية، تأسست في 1919، في صربيا.